# Jeroen Dupont

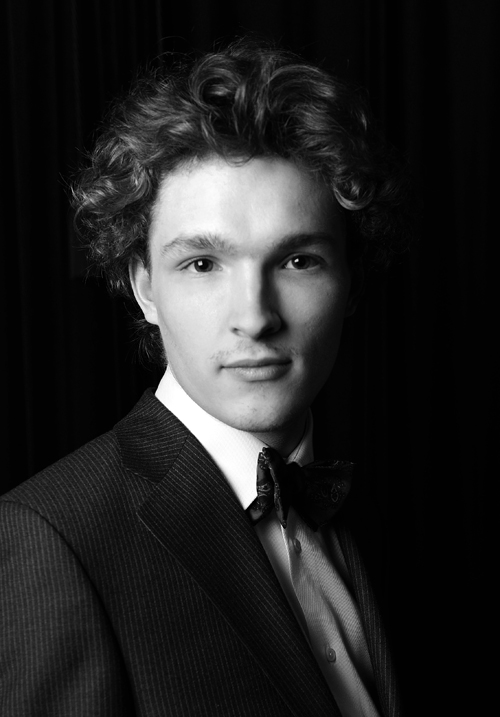
Jeroen Dupont

Jeroen Dupont (Den Haag, 18 september 1987) is een Nederlands violist en componist.
Dupont had aanvankelijk les bij Anneke Schilt aan de Muziekschool in Amstelveen. Daarna was hij lange tijd leerling van Coosje Wijzenbeek onder wier vleugels hij eerste prijzen won bij de Iordens Viooldagen alsmede de eerste prijs bij het Davina van Wely Vioolconcours in 2003. Vervolgens studeerde hij van 1997 tot 2004 bij Herman Krebbers en vanaf 2004 bij Vera Beths aan het Koninklijk Conservatorium in Den Haag waar hij afstudeerde in 2008. Hij onderbrak zijn studie in Den Haag voor een half jaar aan het Conservatoire National Supérieur de Musique in Parijs, waar hij les had van Roland Daugareil. Daarna studeerde hij enige tijd bij Jean-Jacques Kontorow aan hetzelfde conservatorium. In 2005 volgde hij masterclasses bij Giuliano Carmignola aan de Accademia Musicale Chigiana in Siena, Italië. 

## Instrument
Jeroen Dupont bespeelt een viool gebouwd in 1714 door Giovanni Battista Grancino. Dit instrument is hem in 2020 in bruikleen gegeven door het Nationaal Muziekinstrumenten Fonds.

## Prijzen en onderscheidingen
Dupont won twee keer de eerste prijs tijdens de Iordens Viooldagen, zowel in 2000 als in 2002. In 2001 won hij een prijs tijdens de nationale finale van het Prinses Christina Concours en won hij ook een prijs tijdens het 'Internationale Wettbewerb für Violine' van de 'Kulturstiftung Hohenlohe' (Klooster Schöntal, Duitsland). In 2003 won hij het Davina van Wely Vioolconcours. In 2007 behaalde hij de eerste prijs tijdens het Nationaal Vioolconcours Oskar Back. In 2008 behaalde hij de tweede prijs op het Helen Dowling Vioolconcours.

## Activiteiten
Dupont soleerde bij het Rotterdams Philharmonisch Orkest, het Rotterdams Philharmonisch Kamerorkest, het Zürcher Kammerorchester, het Concertgebouw Kamerorkest, het Bombay Philharmonic Chamber Orchestra, het Frysk Jeugd Orkest, het Rotterdams Jeugd Symfonie Orkest en het Mendelssohn Kamerorkest. Dupont is aanvoerder van het Charenton Ensemble. Dit ensemble werd door Dupont opgericht aan de Rue de Charenton in Parijs tijdens zijn studie met violist Roland Daugareil aan het Conservatoire National Supérieur de Musique in Parijs. Bij het debuut in het Pianola Museum in Amsterdam bracht het Charenton Ensemble het Divertimento voor strijkorkest van Jeroen Dupont ten gehore. In de hiernavolgende jaren gaf het ensemble vele uitvoeringen in het Pianola Museum in diverse formaties. Naast concerten in Nederland speelde het Charenton Ensemble meerdere concerten in Frankrijk. In 2012 voerde een tournee naar Tunesië waar het ensemble met pianiste Karolinka de Bree en cellist Maarten Jansen onder meer het beroemde Dumky trio van Antonín Dvořák ten gehore bracht.